# Língua zande
A língua zande é uma língua do grupo adamawa-ubangi falada pelo povo zande, no nordeste da República Democrática do Congo, no Sudão do Sul e em algumas partes da República Centro-Africana.